# Feuerwehr Wilhelmshaven
Die Feuerwehr Wilhelmshaven mit Sitz in der Mozartstraße in Wilhelmshaven ist verantwortlich für den Brandschutz, den Rettungsdienst und die Technische Hilfeleistung in der Stadt Wilhelmshaven, im angrenzenden Jadebusen inklusive des JadeWeserPorts sowie Teilen der Nordsee und gehört dem Amt 37 Fachbereich Feuerwehr an. Sie besteht aus zwei Feuer- und Rettungswachen und einer Rettungswache der Berufsfeuerwehr (BF) und vier Freiwilligen Feuerwehren (FF). Den FF sind die Jugendfeuerwehren sowie Kinderfeuerwehren angegliedert. An der Ostmole des Hafens unterhält die Bundeswehrfeuerwehr eine Stützpunktfeuerwehr mit zwei Feuerwachen, um bei Bränden im Rahmen der Hafenfeuerlöschrolle zu unterstützen. Das Chemiewerk Voslapp sowie die Wilhelmshavener Raffinerie unterhalten außerdem jeweils eine eigene hauptberufliche und die Nord-West Oelleitung eine nebenberufliche Werkfeuerwehr.

## Geschichte
Die erste Freiwillige Feuerwehr in Wilhelmshaven wurde im Jahr 1871 mit der Inbetriebnahme der Kaiserlichen Werft als nebenamtliche Werftfeuerwehr gegründet. Ab dem Jahr 1896 wurde sie hauptamtlich geführt, war rund um die Uhr besetzt und unterstützte auch in der näheren Umgebung. Aus den Reihen der Bürgerschaft wurde im Jahr 1880 die Freiwillige Feuerwehr Wilhelmshaven gegründet. In den folgenden Jahren gründeten sich in weiteren Stadtteilen Freiwillige Feuerwehren. Die FF Wilhelmshaven und FF Rüstringen bildeten später die FF Wilhelmshaven mit drei Löschzügen.
Die Berufsfeuerwehr Wilhelmshaven wurde im Jahr 1940 auf staatliche Anordnung und in Trägerschaft der Stadt Wilhelmshaven als Feuerschutzpolizei mit damals 29 Angehörigen gegründet und bezog zunächst ein damaliges Schulgebäude an der Mozartstraße. Nach Kriegsende wurden Berufsfeuerwehr und die Freiwillige Feuerwehr neu gegründet und 1946 übernahm die BF auf Anordnung der britischen Militärregierung zusätzlich die Aufgaben des Krankentransports. Im selben Jahr wurde die BF eine kommunale Einrichtung.
Ende der 1980er Jahre gab die BF die Aufgaben des Krankentransports an die Hilfsorganisationen von Arbeiter-Samariter-Bund, Deutsches Rotes Kreuz, Malteser Hilfsdienst sowie Johanniter Unfallhilfe zurück, der Rettungsdienst wird weiterhin durch die BF geleistet. Seit 1997 übernimmt die BF die Aufgaben der Schiffsbrandbekämpfung und Hilfeleistungen auf Schiffen. Es wird sichergestellt, dass innerhalb 30 Minuten zehn Kräfte für die Brandbekämpfung bereitstehen. Herangeführt werden diese, in Abhängigkeit der Lage, durch Helikopter oder Schiffe. Die BF betreibt für die Aus- und Weiterbildung dieser Brandbekämpfungseinheiten auf See eine Schiffsbrandsimulationsanlage. Im Jahr 2009 wurde die „Gemeinsame Leitstelle Friesland-Wilhelmshaven“ in Betrieb genommen.

## Berufsfeuerwehr
Die Berufsfeuerwehr besteht aus 3 Wachabteilungen mit 116 Beamten im aktiven feuerwehrtechnischen Dienst und verteilt sich auf zwei Feuerwachen sowie eine Rettungswache NEF. Die Feuer- und Rettungswache 1 (FuRw1) an der Mozartstraße besteht aus einem Altbau aus dem Jahr 1902 mit einem 1958 erbauten Schlauchturm, dem Leitstellengebäude aus dem Jahr 2005 sowie einem Neubau aus dem Jahr 2011. In der FuRw1 befinden sich neben den üblichen feuerwehrtechnischen Ausstattung und Fahrzeugstellplätzen eine Kfz- und Taucherwerkstatt sowie die integrierte Rettungsleitstelle des Rettungszweckverbands Friesland/Wilhelmshaven. Die aus den 1970er Jahren stammende Feuer- und Rettungswache 2 (FuRw2) an der Albrechtstraße in Fedderwardergroden wurde im August 2020 durch einen Neubau an der Inhauser Landstraße ersetzt. Neben der BF sind am neuen Standort auch Rettungsfahrzeuge der Johanniter-Unfall-Hilfe und die örtliche Polizeistation untergebracht. Die Rettungswache NEF befindet sich auf dem Gelände des Klinikums Wilhelmshaven und hält rund um die Uhr ein Notarzteinsatzfahrzeug (NEF) vor, das mit einer Einsatzkraft der BF und einem diensthabenden Notarzt besetzt ist. Die BF WHV kann für Einsätze auf das bundeseigene, mit Löschkanonen ausgerüstete Mehrzweckschiff Mellum zurückgreifen.

## Freiwillige Feuerwehren

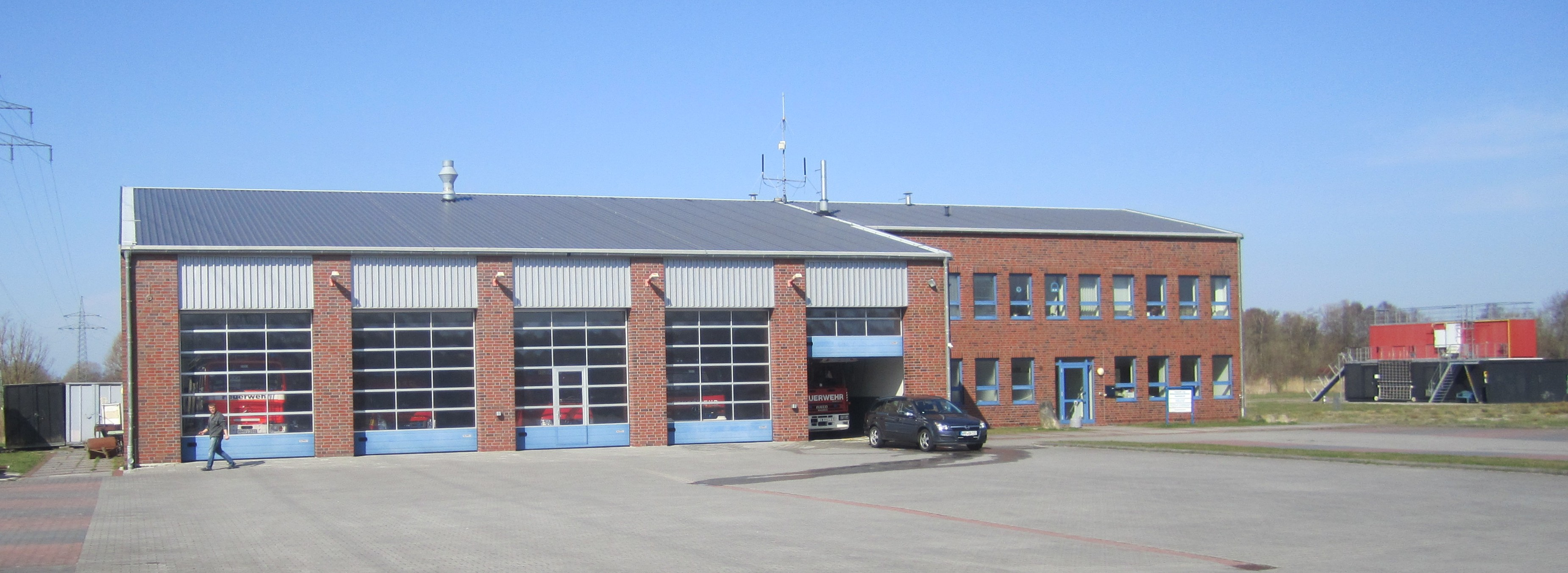
Feuerwehrhaus der FF Bant-Heppens

Zur Warnung der Bevölkerung und Alarmierung der Freiwilligen Feuerwehren werden im Stadtgebiet 32 Sirenen unterhalten. Die Sirenen werden vor allem betrieben, um bei einem Gefahrstoffaustritt der chemischen Industrie an den Stadträndern die Anwohner zu warnen.
| Standort                                                    | gegründet             | Mitglieder |
| ----------------------------------------------------------- | --------------------- | ---------- |
| Sengwarden                                                  | 1933                  | 39         |
| Fedderwarden                                                | 1933                  |            |
| Bant-Heppens (2014 fusioniert aus FF Bant und FF Heppens)   | 1900 (als FF Heppens) |            |
| Rüstringen (2011 fusioniert aus FF Nord und FF Neuengroden) | 1940 (als FF Voslapp) | 72         |

## Werkfeuerwehren
Die Nord-West Oelleitung verfügt über eine nebenberufliche Werkfeuerwehr, die speziell für die Bekämpfung von Tanklagerbränden ausgebildet und mit einem umfangreichen Schaumlöschsystem sowohl auf der Tankerlöschbrücke als auch im Mineralöltanklager ausgestattet ist. Das Chemiewerk Voslapp hält eine hauptberufliche Werkfeuerwehr, Sanitätsdienst sowie nebenberufliche Feuerwehrkräfte vor, deren Ausrüstung darauf ausgerichtet ist, sowohl Personenrettung sowie Brandbekämpfung durchzuführen und Unfällen mit Gefahrstoffen zu begegnen sowie Umweltauswirkungen zu unterbinden bzw. zu begrenzen. Die Wilhelmshavener Raffinerie unterhält ebenfalls eine hauptberufliche Werkfeuerwehr. Im Rahmen der gegenseitigen Unterstützung gibt es seit dem Jahr 1997 zwischen den Werkfeuerwehren und der Feuerwehr Wilhelmshaven einen Schaummittelverbund.